# Grevillea meisneri
Grevillea meisneri är en tvåhjärtbladig växtart som beskrevs av Montr.. Grevillea meisneri ingår i släktet Grevillea och familjen Proteaceae. Utöver nominatformen finns också underarten G. m. rhododesmia.